# Analiza wagowa

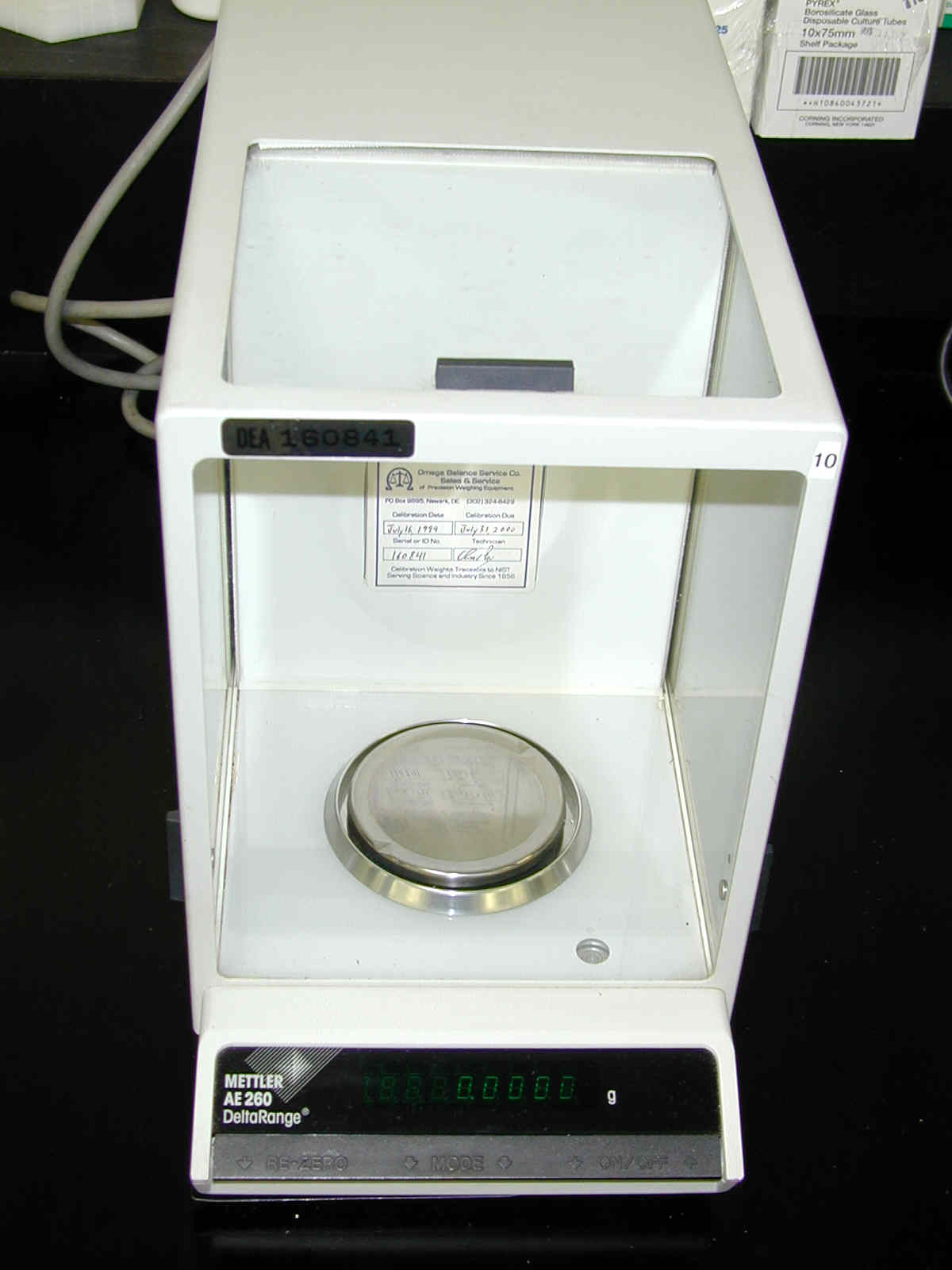
Waga analityczna

Analiza wagowa (grawimetryczna) – chemiczna ilościowa technika analityczna polegająca na określeniu masy oznaczanej poprzez usuwanie oznaczanego składnika z próbki w trakcie ogrzewania lub prażenia, wydzielanie składnika w formie trudno rozpuszczalnego związku lub wydzielanie pierwiastka chemicznego z analizowanej próbki w wyniku reakcji elektrodowej.
Usuwanie oznaczanego składnika z próbki polega na jego ulatnianiu się z analizowanej odważki w podwyższonej temperaturze lub w wyniku przeprowadzonej jednocześnie z ogrzewaniem reakcji chemicznej. W obu przypadkach masę oznaczanego składnika uzyskuje się w dwóch ważeniach. Określa się w ten sposób masę próbki i pozostałość.
Wydzielanie składnika jako trudno rozpuszczalnego związku sprowadza się do jego wytrącenia za pomocą odpowiedniego odczynnika. Uzyskany osad po odsączeniu, przemyciu i wysuszeniu lub prażeniu, waży się. W wyniku prażenia można go także przeprowadzić w inny związek o dokładnie określonym składzie chemicznym.
Oznaczenia wagowe stosuje się dla tzw. makroskładników, czyli składników występujących w próbce w większych ilościach.

## Wymagania stawiane osadom
Osad w analizie wagowej musi być trudno rozpuszczalny w wodzie. Jego rozpuszczalność nie powinna być większa niż 10-5 mol/l, a ilość składnika pozostającego w roztworze po oddzieleniu osadu nie może przekraczać 0,1–0,2 mg/l. Rozpuszczalność trudno rozpuszczalnych związków obniża się stosując odpowiedni nadmiar odczynnika wytrącającego.
Osad musi mieć stały, ściśle określony skład chemiczny, o znanej procentowej zawartości oznaczanego składnika. Zmiany, jakim ulega osad w trakcie suszenia lub prażenia, powinny przebiegać ilościowo.
Osad, zarówno krystaliczny, jak i koloidalny, powinien mieć postać umożliwiającą szybkie i łatwe sączenie i przemycie. Postać osadu nie powinna także sprzyjać zanieczyszczeniu składnikami roztworu macierzystego.
Masa cząsteczkowa osadu powinna być duża, a masa oznaczanego składnika powinna stanowić małą jej część. Zmniejsza to błąd podczas ważenia, a ewentualne straty osadu w mniejszym stopniu wpływają na wynik oznaczenia.